# Enicospilus polyspilus
Enicospilus polyspilus là một loài tò vò trong họ Ichneumonidae.